# Fadia Najeeb Thabet
Fadia Najeeb Thabet és una estudiant de postgrau iemenita als Estats Units d'Amèrica. El 2017 va rebre un Premi Internacional Dona Coratge per sis anys de feina que va fer abans del 2016 com a funcionària de protecció infantil al Iemen.

## Biografia
Durant sis anys va ser una funcionària de protecció infantil al Iemen. Es dedicava a cuidar nens traumatitzats. Va impedir que els nens fossin reclutats i radicalitzats. Va ajudar a evitar que s'uneixin a grups terroristes com Houthis i Al-Qaida i la seva branca local Ansar al Sharia i que es convertissin en nens soldats en la Guerra Civil iemenita. Va proporcionar proves a les Nacions Unides sobre els casos de violacions de drets humans per part de diversos grups.
Es va traslladar als Estats Units el 2016 amb el programa Hubert H. Humphrey Fellow. Va decidir fer un màster a Washington DC en el SIT Graduate Institute.
El 29 de març de 2017, rep de la primera dama dels Estats Units, Melania Trump, i del subsecretari d'Estat d'Afers Polítics, Thomas A. Shannon, el Premi Internacional Dona Coratge.